# Paxille
Taxons concernés
Dans l'ordre des Boletales :
- famille des Paxillaceae,
  - genre Paxillus ;
- famille des Tapinellaceae,
  - genre Tapinella.modifier

Paxille est un nom vernaculaire ambigu désignant en français certaines espèces de champignons. Son nom vient du latin paxillus qui signifie « piquet ».
Ce sont des champignons à lames que leurs caractéristiques microscopiques, et parfois leur aspect, rapprochent toutefois des bolets. Ils sont sans intérêt gastronomique, voire toxiques.
Un certain nombre de Paxillus ont été placés dans les Austropaxillus, dans la famille des Serpulaceae, ordre des Boletales.
Paxillus atrotomentosus et Paxillus panuoides ont été reclassés dans un nouveau genre Tapinella.

## Liste alphabétique
- Paxille enroulé – Paxillus involutus[1]
- Paxille faux-panus – Tapinella panuoides[2]
- Paxille à pied noir – Tapinella atrotomentosa[1]
- Paxille printanier – Paxillus vernalis[2]